# Ammothea clausi
Ammothea clausi là một loài nhện biển trong họ Ammotheidae. Loài này thuộc chi Ammothea. Ammothea clausi được miêu tả khoa học năm 1889 bởi Pfeffer.